# اوئه‌سوگی تومیکو
بایری این، اوئه‌سوگی تومیکو (به ژاپنی: 梅嶺院 ばいれいいん); ۲۶ ژوئیهٔ ۱۶۴۳ – ۲۰ سپتامبر ۱۷۰۴) یک زن اهل قلمروی یونه‌زاوا در دوره ادو، خواهر کوچکتر نوزدهمین رهبر خاندان اوئه‌سوگی، اوئه‌سوگی تسوناکاتسو همچنین همسر اصلی کیرا یوشیناکا شخصیت اصلی داستان چوشینگورا است.
او چهارمین دختر فرماندار ولایت دوا، قلمروی یونه‌زاوا و هیجدهمین رهبر خاندان اوئه‌سوگی، اوئه‌سوگی ساداکاتسو بود. مادر او از خاندان کونوئه بود. در سال ۱۶۵۸ با پسر هاتاموتو کیرا یوشیفویو ازدواج کرد. همسر او کیرا یوشیناکا در آن زمان خاندان اوئه‌سوگی ۳۰۰۰۰۰ ککو دارایی داشتند در حالیکه دارایی خاندان کیرا تنها ۴۲۰۰ ککو بود و با وجود مخالفت ملازم این خاندان این ازدواج به دستور شوگون‌سالاری انجام شد.
اگر چه تاریخچه رسمی نشان از مرگ برادر او اوئه‌سوگی تسوناکاتسووی به علت زخم دارد اما هفت روز قبل از مرگش تمام علائم مسمومیت در وی پدیدار شده بود. بر اساس عقیده عمومی او بر اثر توطئه کیرا یوشیناکا مسموم شده‌است. او در جوانی درگذشت و از خود هیچ فرزندی بر جا نگذاشت.
دو پسر و ۴ دختر حاصل ازدواج او با یوشیناکا بود. پس از مرگ برادرش که وارثی بر جا نگذاشته بود پسر ارشدش اوئه‌سوگی تسونانوری به فرزندخواندگی برادرش درآمد و به این ترتیب بیستمین رهبر خاندان اوئه‌سوگی شد و پس از آن دومین دختر و سپس دومین پسرش در سن ۸ سالگی （۱۶۸۵–۱۶۷۸) درگذشت و این بار کیرا یوشیناکا بدون پسر و وارث شد. بنابر این در اواخر سال ۱۶۸۸ دومین پسر، پسر ارشدش کیرا یوشیچیکا به فرزندخواندگی پدربزرگش یوشیناکا درآمد.

## پس از حادثه راهروی بزرگ کاج
در روز چهاردهم از ماه سوم ۱۷۰۱، شوهرش کیرا یوشیناکا در راهروی بزرگ کاج در قلعه ادو مورد حمله آسانو ناگانوری قرار گرفت که به هاراکیری ناگانوری ختم شد. پس از آن در روز نوزدهم از ماه هشتم همان سال محل اقامت شوهرش از گوفوکوباشیِ هیزاموتو در نزدیکی قلعه ادو به ماتسوساکا ماچی در هونجو، توکیو منتقل شد. در این زمان تومیکو، با شوهرش به عمارت جدید نرفت بلکه به عمارت اربابی خاندان اوئه‌سوگی در شیبا شیروکانه نقل مکان کرد. علت این عدم همراهی با شوهر مشخص نیست و احتمال می‌رود که به دلیل روابط بد بین زن و شوهر یا طلاق باشد. همچنین گفته می‌شود که خود شوهرش او را برای اینکه گمان می‌کرد ملازمان آسانو به اقامتگاه جدید حمله کنند به عمارت خاندان اوئه‌سوگی فرستاده باشد.
او دو سال پس از مرگ شوهرش به دست رونین‌های آکو در سن ۶۲ سالگی درگذشت.